# Biserica de lemn din Certeju de Jos

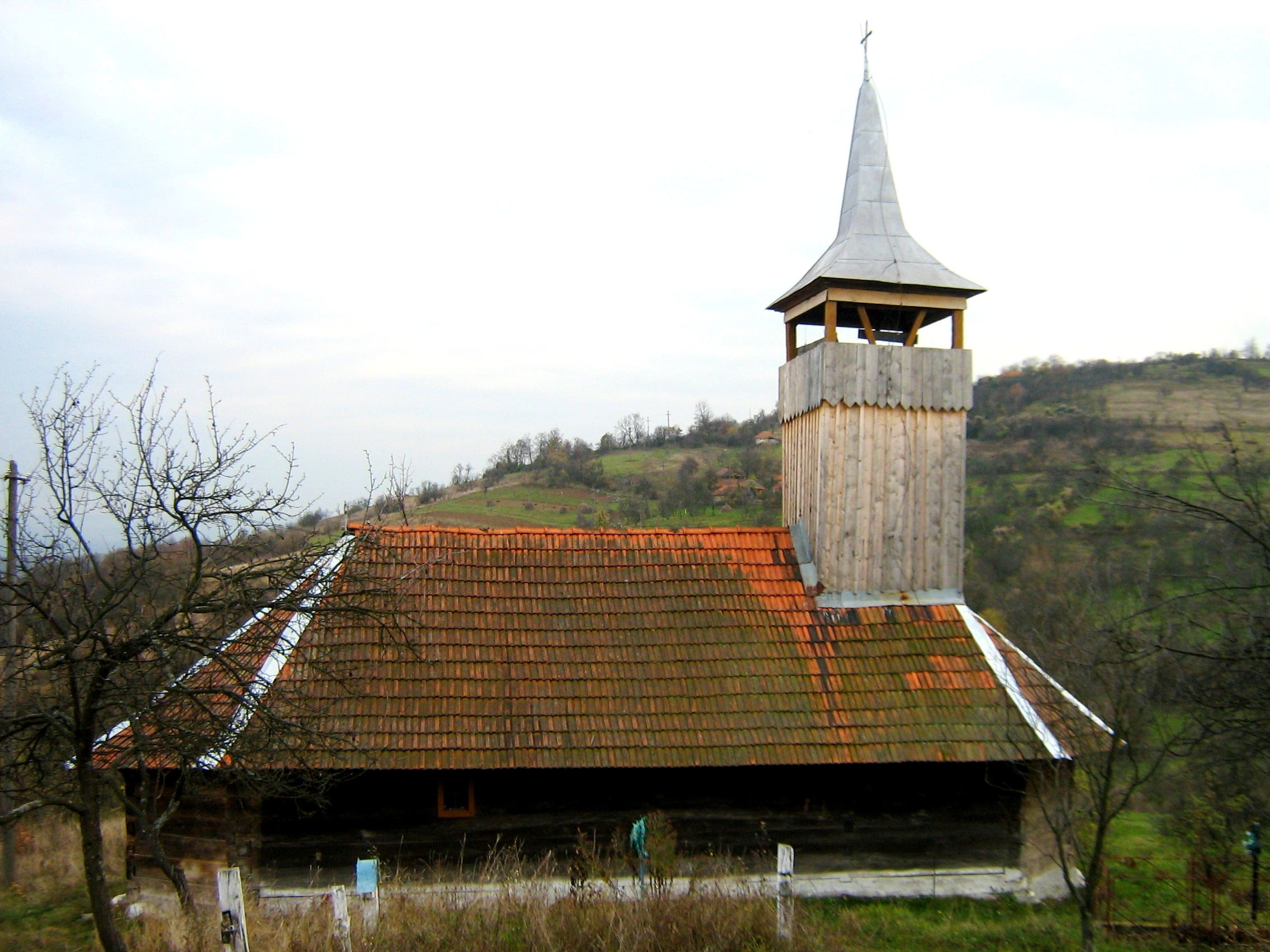
Biserica de lemn din Certeju de Jos (noiembrie 2008)

Biserica de lemn din Certeju de Jos, comuna Vorța, județul Hunedoara a fost ridicată la sfârșitul secolului al XVIII-lea. Are hramul „Cuvioasa Parascheva”. În ciuda vechimii sale, biserica nu se află pe noua listă a monumentelor istorice.

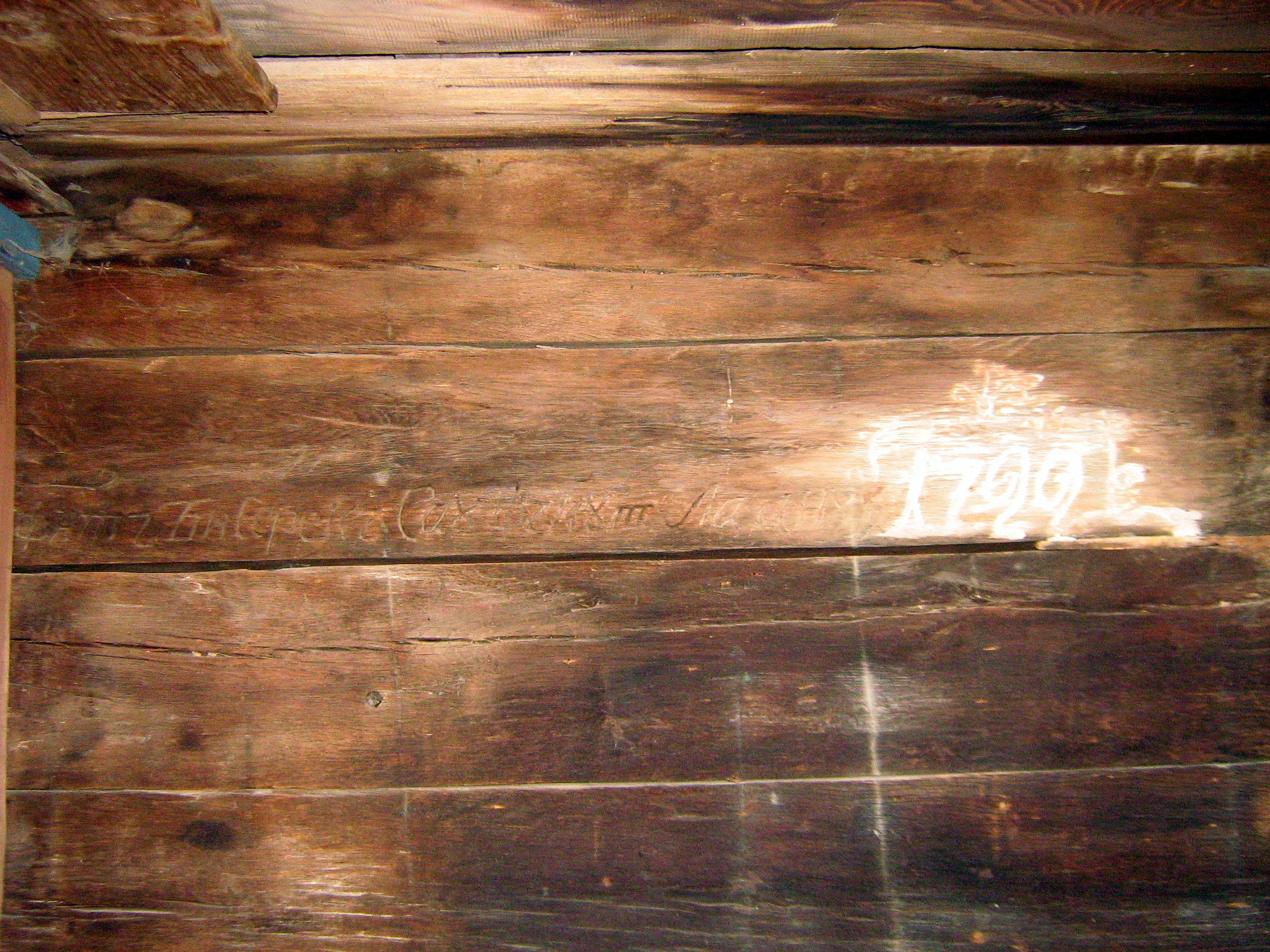
Inscripția de datare

## Istoric și trăsături
Biserica de lemn a satului hunedorean  Certeju de Jos  (com. Vorța), cu hramul „Cuvioasa Parascheva”, a fost ridicată la sfârșitul secolului al XVIII-lea, în timpul păstoririi preotului Amos Popovici; anul construcției este însemnat atât pe o filă a unui  Molitfelnic (București, 1729) –  „Biserica din Certej cu ajutorul lui Dumnezeu au ridicat la anul 1799” – , cât și pe fațada sudică a lăcașului: „Această sf[ân]tă biserecă s-au făcut la anu 1799”. Este un edificiu de plan dreptunghiular arhaic, cu absida și pronaosul nedecroșate, poligonale cu trei laturi. Unui șantier ulterior de renovare i se datorează modificarea clopotniței robuste și înălțarea golului actual al intrării, în dreptul căreia și-a făcut apariția un pridvor închis de lemn. Dacă  turnul-clopotniță  cu foișor închis și coif piramidal a fost învelit în tablă, la acoperișul propriu-zis al bisericii s-a folosit țigla. Execuția ansamblului iconografic inițial este consemnată în pisania tâmplei: „Zugrăvitu-s-au această sf[ântă] biserică în zilele Prea Înălțatului Împărat Franțiscus al doilea, fiind protopop locului Iosif Nemeș, la anul 1808, cu toată osârdia și strădania a numiților ctitori Ian Pătru, Ian Adam, Marian Toader, Osoian Lup, Mărian Giurca, Pitic Lup, Dancu Ștefan. Amos Popovici, paroh satului”. Degradat din pricina infiltrațiilor de apă și a fumului de lumânări, decorul mural, atribuit unuia dintre discipolii zugravului Urean cel Tânăr, a fost ascuns, în cadrul șantierului de renovare din anii 2004-2007, sub o căptușeală de gips-carton; suprafața interioară s-a reîmpodobit în 2007, în tehnica „tempera”, prin penelul pictorului Gheorghe Chemeciu din Șoimuș. Târnosirea s-a făcut la 2 septembrie 2007. Lăcașul de închinare, atestat doar de comisia de conscriere Dósa din 1805, a fost precedat de o altă bisericuță din bârne, menționată în tabelele recensămintelor ecleziastice din anii 1733, 1750, 1761-1762 și 1829-1831; harta iosefină a Transilvaniei (1769-1773) o omite.